# Genisaprojekt Veitshöchheim
Das Genisaprojekt Veitshöchheim wurde 1998 beim Jüdischen Kulturmuseum Veitshöchheim gegründet, um die dort aufbewahrten Genisafunde zu sichten, zu beschreiben und nach einem einheitlichen Beschreibungsraster zu inventarisieren. 
Die Informationen zu den einzelnen Texten werden in einer Datenbank gesammelt und können abgerufen werden. Das Projekt wurde gefördert von der Gemeinde Veitshöchheim, dem Bezirk Unterfranken und der Landesstelle für die nichtstaatlichen Museen in Bayern.

## Genisafunde
Es werden Funde aus folgenden jüdischen Gemeinden untersucht:
- Unterfranken: Altenschönbach, Gaukönigshofen, Goßmannsdorf, Kleinsteinach, Massbach, Memmelsdorf, Urspringen, Veitshöchheim, Weikersheim, Wiesenbronn
- Oberfranken: Altenkunstadt, Bayreuth, Ermreuth, Lichtenfels, Reckendorf